# Салахутдинов, Гарафутдин Салахутдинович
Гарафутдин Салахутдинович Салахутдинов (01.02.1920 — 19.12.1975) — наводчик зенитно-пулемётной роты 54-й гвардейской танковой бригады, гвардии ефрейтор.

## Биография
Родился 1 февраля 1920 года в деревне Тайсуган Альметьевского района Татарии. Татарин. Окончил 4 класса. Работал в колхозе.
В Красной Армии с марта 1942 года. На фронте в Великую Отечественную войну с апреля 1942 года. Свой боевой путь начал на Северо-Западном фронте. Неоднократно был ранен.
Наводчик зенитно-пулемётной роты 54-й гвардейской танковой бригады гвардии красноармеец Салахутдинов 20 августа 1944 года в районе западнее города Сандомир во время налёта авиации сбил бомбардировщик «Юнкерс-87». В ходе отражения налёта он был ранен, но после перевязки снова вернулся в строй и продолжал вести огонь из пулемёта, отражая атаки самолётов противника.
25 августа 1944 года гвардии красноармеец Салахутдинов Гарафутдин Салахутдинович награждён орденом Славы 3-й степени.
Наводчик зенитно-пулемётной роты гвардии ефрейтор Салахутдинов 16 января 1945 года при налёте авиации противника на боевые порядки бригады в районе города Ченстохова сбил самолет типа «Фокке-Вульф-190». В ходе продвижения к городу Ченстохова огнём зенитного пулемёта истребил около десяти противников.
1 февраля 1945 года приказом по 3-й гвардейской танковой армии гвардии ефрейтор Салахутдинов Гарафутдин Салахутдинович награждён орденом Славы 2-й степени.
20 апреля 1945 года 54-я гвардейская танковая бригада совершала марш в направлении города Дрезден. Внезапно на движущуюся колонну танков бригады был совершён массовый налёт авиации противника. Огонь по вражеским бомбардировщикам открыли зенитные орудия. Три самолёта были подбиты, но один «Фокке-Вульф-190» прорвался к колонне. Гвардии ефрейтор Салахутдинов из пулемёта поджёг его.
22 апреля 1945 года при освобождении населённого пункта Витшток из пулемёта уничтожил свыше десяти пехотинцев и вместе с расчётом взял в плен много солдат врага.
Указом Президиума Верховного Совета СССР от 27 июня 1945 года за мужество, отвагу и героизм, гвардии ефрейтор Салахутдинов Гарафутдин Салахутдинович награждён орденом Славы 1-й степени.
В 1945 году старшина Салахутдинов вернулся на родину. В 1947 году переехал в кишлак «Узгарыш». Работал в колхозе.
Награждён тремя орденами Славы, медалями.
Умер 19 декабря 1975 года. Его именем названа одна из улиц в Ташкенте и на родине в деревне Тайсуганово Альметьевского района республики Татарстан.